# Glenda Jackson

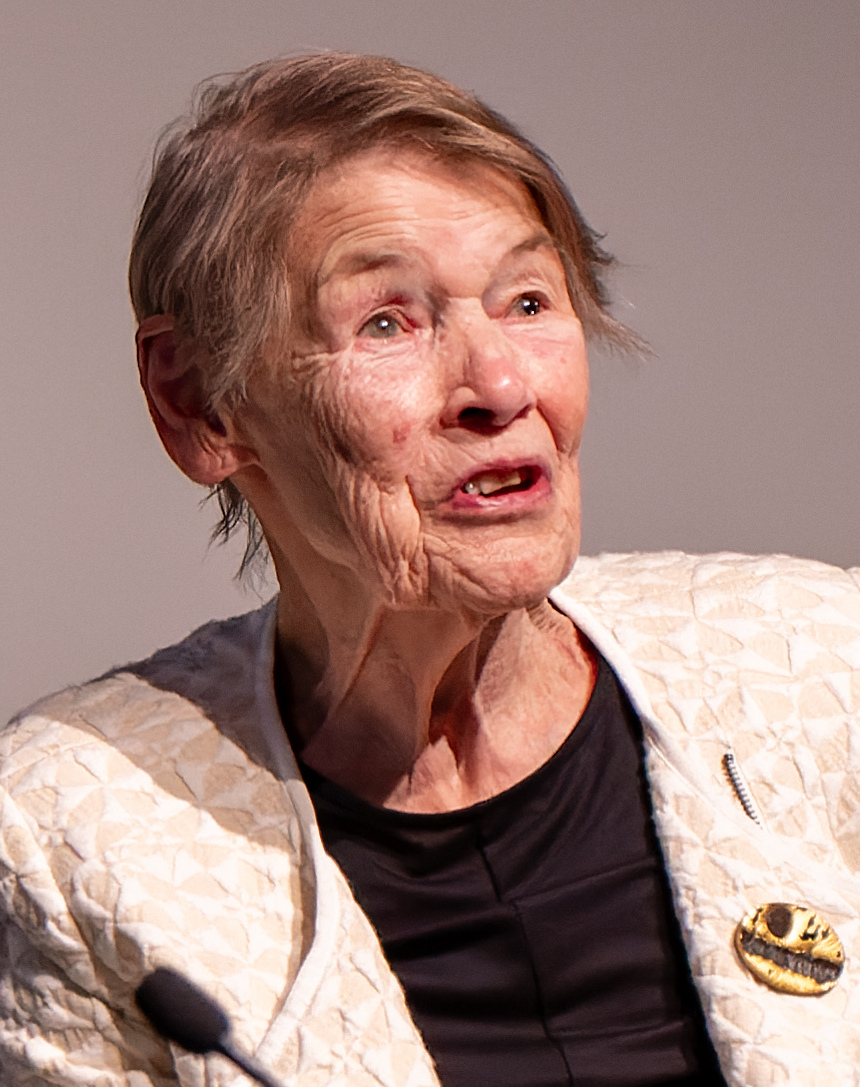
Glenda Jackson (2022)

Glenda May Jackson CBE (* 9. Mai 1936 in Birkenhead, Merseyside; † 15. Juni 2023 in London) war eine britische Theater- und Filmschauspielerin sowie Politikerin (Labour Party). Für ihre Auftritte in den Filmen Liebende Frauen (1969) und Mann, bist du Klasse! (1973) wurde sie jeweils mit dem Oscar als beste Hauptdarstellerin ausgezeichnet. Weiterhin gewann sie im Laufe ihrer Karriere unter anderem den Golden Globe Award, den Emmy Award und den Tony Award. Von 1992 bis 2015 war sie Mitglied des britischen Unterhauses.

## Leben
Glenda Jackson verließ bereits frühzeitig ohne Abschluss die Schule, um Schauspielerin zu werden. Nach mehreren Anläufen und nachdem sie die unterschiedlichsten Gelegenheitsjobs angenommen hatte, wurde sie 1964 von der britischen Regie-Legende Peter Brook entdeckt und spielte fortan in der Royal Shakespeare Company. Brook besetzte sie in Peter Weiss’ Stück Marat/Sade als Charlotte Corday, die sie dann auch in dessen Verfilmung 1967 spielte.
Danach bekleidete sie zahlreiche Filmrollen und wurde eine der führenden britischen Schauspielerinnen der 1970er Jahre. Zweimal gewann sie in den USA den Oscar als beste Hauptdarstellerin: Zunächst 1971 für ihre Darstellung der unabhängigen und fordernden Bildhauerin Gudrun Brangwen in Liebende Frauen, Ken Russells Verfilmung von D. H. Lawrence’ Roman Women in Love; und 1974 für ihre Darstellung einer geschiedenen Modedesignerin in der Liebeskomödie Mann, bist du Klasse!, in der George Segal ihr Filmpartner war. Eine weitere wichtige Rolle in dieser Zeit war die Arbeitsberatin Alex Greville in John Schlesingers Filmdrama Sunday, Bloody Sunday (1971), die mit ihrem Leben unzufrieden ist und eine Affäre mit einem jüngeren Mann beginnt. 1971 spielte sie Königin Elizabeth I. sowohl in der Fernseh-Miniserie Elizabeth R, wofür sie einen Emmy Award erhielt, als auch in dem Kinofilm Maria Stuart, Königin von Schottland mit Vanessa Redgrave in der Rolle von Maria Stuart. Weitere Hauptrollen hatte Jackson als Ehefrau von Michael Caines Figur in Joseph Loseys Drama Die romantische Engländerin (1975) und als französische Theaterlegende Sarah Bernhardt in der Filmbiografie Die unglaubliche Sarah (1976) von Richard Fleischer. Eine komödiantische Rolle hatte sie 1980 als österreichische Ex-Geheimdienstmitarbeiterin Isobel von Schönenburg in der Komödie Agentenpoker neben Walter Matthau.
Jackson engagierte sich bereits als junge Frau für linke Politik und konzentrierte sich schließlich ab Anfang der 1990er-Jahre vorrangig auf ihre politischen Ambitionen bei der Labour Party, wofür sie ihre Schauspielkarriere vorerst beendete. 1992 zog sie durch ihren Sieg im Wahlkreis Hampstead and Highgate ins britische Unterhaus ein. Das Mandat verteidigte sie bei den Unterhauswahlen der Jahre 1997, 2001, 2005 und 2010. Sie zählte zu den schärfsten innerparteilichen Kritikern des Premierministers Tony Blair, unter anderem im Hinblick auf seine Unterstützung der Politik von George W. Bush im Irakkrieg. Im Jahr 2011 machte Jackson bekannt, dass sie aus Altersgründen bei der nächsten Wahl im Jahr 2015 nicht mehr antreten werde.
Nach ihrem Ausscheiden aus dem Unterhaus nahm Jackson ihre Schauspielkarriere wieder auf. Für ihr Bühnen-Comeback als Shakespeares greiser König Lear im Old Vic Theatre in London wurde sie 2016 von der Kritik gefeiert. Für ihren Auftritt am Broadway als Witwe in der Wiederaufnahme von Edward Albees Stück Three Tall Women wurde sie 2018 mit dem Tony Award als Beste Hauptdarstellerin ausgezeichnet. Im Jahr 2019 stand sie nach 27 Jahren Pause erstmals wieder vor der Kamera: In dem britischen Fernsehfilm Elizabeth Is Missing von Aisling Walsh spielte sie die Hauptrolle einer dementen Frau, die nach ihrer verschwundenen Freundin sucht. 2021 war sie in Ein Festtag, der Verfilmung eines Romans von Graham Swift, als betagte Schriftstellerin zu sehen. Kurz vor ihrem Tod arbeitete sie an dem Film In voller Blüte, in dem sie die Ehefrau eines von Michael Caine verkörperten Weltkriegsveteranen verkörpert.
1978 wurde sie von Königin Elisabeth II. zum Commander of the Order of the British Empire (CBE) ernannt. Glenda Jackson war von 1958 bis zu ihrer Scheidung 1976 mit dem Politikberater Roy Hodges verheiratet. Ihr gemeinsamer Sohn ist der Journalist Dan Hodges (* 1969), der bereits für mehrere große britische Zeitungen schrieb. Glenda Jackson starb am 15. Juni 2023 im Alter von 87 Jahren in ihrem Haus im Londoner Stadtteil Blackheath nach kurzer Krankheit.

## Filmografie
- 1956: The Extra Day – Regie: William Fairchild
- 1957/1961: ITV Play of the Week (Fernsehserie, 2 Folgen)
- 1963: Lockender Lorbeer (This Sporting Life)
- 1963: Task Force Police (Fernsehserie, 2 Folgen)
- 1965/1968: The Wednesday Play (Fernsehserie, 2 Folgen)
- 1967: Die Verfolgung und Ermordung Jean Paul Marats dargestellt durch die Schauspielgruppe des Hospizes zu Charenton (The persecution and the assassination of Jean Paul Marat as performed by the inmates of the asylum of Charenton) – Regie: Peter Brook
- 1967: Half Hour Story (Fernsehserie, Folge Which of These Two Ladies Is He Married To?)
- 1968: Armchair Theatre (Fernsehserie, Folge Home Movies)
- 1968: Tell Me Lies – Regie: Peter Brook
- 1968: Negatives – Regie: Peter Medak
- 1969: ITV Saturday Night Theatre (Fernsehserie, Folge Salve Regina)
- 1969: Liebende Frauen (Women in Love)
- 1970: BBC Play of the Month (Fernsehserie, Folge Howards End)
- 1971: Tschaikowsky – Genie und Wahnsinn (The Music Lovers)
- 1971: Elizabeth R (Fernseh-Miniserie, 6 Folgen)
- 1971: Sunday, Bloody Sunday (Sunday Bloody Sunday)
- 1971: Boyfriend (Ihr Liebhaber) (The Boy Friend) – Regie: Ken Russell
- 1971: Maria Stuart, Königin von Schottland (Mary, Queen of Scots)
- 1972: Das dreifache Echo (The Triple Echo) – Regie: Michael Apted
- 1973: Die Nelson-Affaire (A Bequest to the Nation) – Regie: James Cellan Jones
- 1973: Mann, bist du Klasse! (A Touch of Class)
- 1974: Verbannt (Il sorriso del grande tentatore) – Regie: Damiano Damiani
- 1974: Die Zofen (The Maids) – Regie: Christopher Miles
- 1975: Die romantische Engländerin (The Romantic Englishwoman)
- 1975: Hedda Gabler (Hedda)
- 1976: Die unglaubliche Sarah (The Incredible Sarah)
- 1977: Eine beispiellose Affaire (Nasty Habits) – Regie: Michael Lindsay-Hogg
- 1978: Hausbesuche (House Calls)
- 1978: Stevie – Regie: Robert Enders
- 1978: Die Klasse von Miss MacMichael (The Class of Mrs. MacMichael) – Regie: Silvio Narizzano
- 1979: Ein irres Paar (Lost and Found) – Regie: Melvin Frank
- 1980: Der Gesundheits-Kongreß (HealtH) – Regie: Robert Altman
- 1980: Agentenpoker (Hopscotch)
- 1980: The Morecambe & Wise Show (Fernsehserie, Folge The 1980 Christmas Show)
- 1981: Triumph der Liebe (The Patricia Neal Story, Fernsehfilm) – Regie: Anthony Harvey und Anthony Page
- 1982: Schatten der Vergangenheit (The Return of the Soldier) – Regie: Alan Bridges
- 1982: Giro City – Regie: Karl Francis
- 1984: Sakharov (Fernsehfilm) – Regie: Jack Gold
- 1985: Ozeanische Gefühle (Turtle Diary) – Regie: John Irvin
- 1987: Therapie zwecklos (Beyond Therapy)
- 1988: Verhängnisvolle Liebe (Strange Interlude, Fernsehfilm) – Regie: Herbert Wise
- 1988: Salomes letzter Tanz (Salome’s Last Dance) – Regie: Ken Russell
- 1988: Gewagtes Spiel (Business as Usual) – Regie: Lezli-An Barrett
- 1989: Der Regenbogen (The Rainbow)
- 1989: Doombeach – Regie: Colin Finbow
- 1990: König der Winde (King of the Wind)
- 1990: Carol & Company (Fernsehserie, Folge Kruber Alert)
- 1990: T.Bag’s Christmas Ding Dong (Fernsehfilm) – Regie: Glyn Edwards
- 1990: The Real Story of Humpty Dumpty (Animationsfilm, Stimme)
- 1991: Der Mörder mit den Silberflügeln (A murder of Quality, Fernsehfilm) – Regie: Gavin Millar
- 1991: The House of Bernarda Alba (Fernsehfilm) – Regie: Stuart Burge und Núria Espert
- 1992: Das Doppelleben des Arnold Bax (Secret Life of Arnold Bax, Fernsehfilm) – Regie: Ken Russell
- 2019: Elizabeth Is Missing (Fernsehfilm) – Regie: Aisling Walsh
- 2021: Ein Festtag (Mothering Sunday)
- 2023: In voller Blüte (The Great Escaper)

## Auszeichnungen
- 1971: Oscar für die Hauptrolle in Liebende Frauen
- 1971: Golden-Globe-Nominierung für Liebende Frauen
- 1972: Oscarnominierung für ihre Hauptrolle in Sunday Bloody Sunday
- 1972: Golden-Globe-Nominierung für die Darstellung von Elisabeth I. in Mary, Queen of Scots
- 1974: Oscar für ihre Hauptrolle in Mann, bist du Klasse!
- 1974: Golden-Globe für die Hauptrolle in Mann, bist du Klasse!
- 1976: Oscarnominierung für die Titelrolle in Hedda Gabler
- 1976: Golden-Globe-Nominierung für Hedda Gabler
- 1977: Golden-Globe-Nominierung für Die unglaubliche Sarah
- 1979: Golden-Globe-Nominierung für Stevie
- 1982: Golden-Globe-Nominierung für ihre Darstellung der Patricia Neal in dem Fernsehfilm The Patricia Neal Story
- 1985: Golden-Globe-Nominierung für ihre Darstellung der Jelena Bonner in dem Fernsehfilm Sacharow
- 2018: Tony Award als Beste Hauptdarstellerin für Three Tall Women

Darüber hinaus gewann sie zweimal den Emmy Award.